# مايكل بانيز
مايكل بانيز (بالإنجليزية: Michael Panes)‏ هو كاتب سيناريو وممثل أمريكي، ولد في 2 أبريل 1963 بنيويورك في الولايات المتحدة.

## أعمال

### أفلام
- (2015) الرجل المثالي[2]

## وصلات خارجية
- مايكل بانيز على موقع IMDb (الإنجليزية)
- مايكل بانيز على موقع ألو سيني (الفرنسية)
- مايكل بانيز على موقع ميوزك برينز (الإنجليزية)
- مايكل بانيز على موقع قاعدة بيانات الفيلم (الإنجليزية)
- مايكل بانيز على موقع كينوبويسك (الروسية)